# NGC 5815
NGC 5815 (другие обозначения — MCG -3-38-44, IRAS14576-1638, PGC 53600) — спиральная галактика (Sb) в созвездии Весы.
Этот объект входит в число перечисленных в оригинальной редакции «Нового общего каталога».